# Mauro Icardi
Mauro Emanuel Icardi Rivero (født 19. februar 1993) er en argentinsk professionel fodboldspiller, der spiller angriber for for den tyrkiske Süper Lig-klub Galatasaray.

## Klubkarriere

### Sampdoria
Efter at have været involveret med Barcelonas ungdomsakademi, så skiftede han i 2011 til Sampdoria, hvor han gjorde sin professionelle debut året efter i 2012.

### Inter Milan
Icardi skiftede i 2013 til Inter Milan efter at de have opkøbt 50% af hans rettigheder. Hans start i klubben var langsom på grund af en skade, men han fik etableret sig i den anden halvdel af 2013-14 sæsonen som en vigtig spiller på holdet. I juni 2014 annoncerede Inter at de ville købe resten af hans rettigheder fra Sampdoria, og han var nu 100% ejet af Inter.
Han havde sit store gennembrud i 2014-15 sæsonen, da han med sine 22 sæsonmål var delt topscorer i ligaen sammen med Luca Toni.
Det blev annonceret at Icardi ville overtage rollen som anfører før 2015-16 sæsonen. Efter hans overtagelse af anførerbåndet udviklede hans spil sig markant, og han blev løbende anset som en af de bedste angribere, ikke bare i Italien, men i Europa. Hans bedste sæson kom i 2017-18, hvor han med sine 29 sæsonmål endte som delt topscorer i Serie A igen, denne gang sammen med Ciro Immobile. Han blev kåret som årets spiller i Serie A efter sæsonen.
Icardis periode som anfører sluttede dog brat i februar 2019, efter at klubben fratog ham anførerbåndet i respons til en række kommentarer fra hans kone og agent, Wanda Nara, i et TV-program, som var kritiske overfor klubben.

### Paris Saint-Germain
Icardi skiftede i september 2019 til Paris Saint-Germain på en lejeaftale med en købsoption. Efter sæsonen blev i det maj 2020 annonceret at han ville skifte til PSG på en fast aftale. Icardi havde dog ikke meget succes i de kommende sæsoner, da han blev brugt hovedsageligt som indskifter, og havde sine scoringsmæssige værste sæsoner i sin karriere.

#### Leje til Galatasaray
Icardi skiftede i september 2022 til Galatasaray på en lejeaftale.

Galatasaray
I juli 2023 skrev Icardi kontrakt med Galatasaray.

## Landsholdskarriere

### Ungdomslandshold
Icardi har repræsenteret Argentina på U/20-niveau.

### Seniorlandshold
Icardi debuterede for Argentinas landshold den 16. oktober 2013.

## Kontrovers over ægteskab
Icardi er gift med modellen og agenten Wanda Nara. Nara var førhen giftet med Maxi López, som var Icardis holdkammerat hos Sampdoria, men efter at det blev afsløret af Nara og Icardi havde et forhold, blev de skilt, og Icardi og Nara blev kort efter skillsmissen gift.
Deres forhold er ofte blev citeret som grunden hvorfor at Icardi aldrig fik mange kampe for Argentinas landshold, i det at flere spillere og vigtige personer, herunder Lionel Messi, har et gode forhold med López, og har dermed holdt Icardi ude.

## Titler
Paris Saint-Germain
- Ligue 1: 2 (2019-20, 2021-22)
- Coupe de France: 2 (2019-20, 2020-21)
- Coupe de la Ligue: 1 (2019-20)
- Trophée des Champions: 2 (2020, 2022)

Individuelle
- Capocannoniere: 2 (2014-15, 2017-18)
- Serie A Årets hold: 2 (2014-15, 2017-18)
- Serie A Årets spiller: 1 (2018)